# USS Ohio (SSGN-726)

El USS Ohio (SSBN-726/SSGN-726), el primer submarino de su clase, un submarino lanzamisiles balísticos de propulsión nuclear, fue la cuarta nave de la Armada de Estados Unidos en ser bautizada por el el 17° estado. Esta nave fue puesta en servicio con la designación de casco SSBN-726, cuando fue convertida a submarino lanzamisiles de crucero fue redesignada como SSGN-726.

## Construcción y puesta en servicio
El contrato para construirlo fue otorgado a la División Electric Boat de la Corporación General Dynamics localizada en Groton, Connecticut el 1 de julio de 1974 y su quilla fue puesta en gradas el 10 de abril de 1976 por la señora Robert Taft, esposa del senador Taft. El 2 de febrero de 1978, la unidad de precomisionamiento fue formada con el comandante A. K. Thompson como su oficial comandante. El Ohio fue botado el 7 de abril de 1979 amadrinado por la señora Annie Glenn, esposa del senador John H. Glenn.

## Historia operacional
En el verano del año 1981, se llevaron a cabo las pruebas en el mar para verificar el equipamiento y los sistemas, y el submarino fue entregado a la Armada de Estados Unidos el 28 de octubre de 1981. El 11 de noviembre de 1981, el Ohio fue puesto en servicio. El orador principal, el vicepresidente George H. W. Bush, dijo a los 8000 invitados reunidos que la nave introducía una "nueva dimensión a la disuasión estratégica de nuestra nación", y el almirante Hyman G. Rickover destacó que el Ohio debería "provocar el temor de nuestros enemigos". En ese día, el comando de las dos tripulaciones (designadas Azul y Dorada) del USS Ohio fue asumido por los capitanes A. K. Thompson (Azul) y A. F. Campbell (Dorado).
Después de la etapa de Disponibilidad post Asentamiento en la Electric Boat Division, el Ohio se dirigió al Atlántico y se trasladó hacia su nuevo puerto base, la Base Naval de Kitsap en Bangor, Washington, pasando por Cabo Cañaveral donde se probaron los sistemas de lanzamiento de misiles, y el Canal de Panamá, llegando a su destino el 12 de agosto de 1982. Durante agosto y septiembre del año 1982, la primera carga de misiles Trident C-4 y se llevó a cabo un reequipamiento previo al despliegue. El Ohio y su Tripulación Azul zarparon para cumplir con su primera Patrulla de Disuasión Estratégica Submarina Trident en octubre de 1982.
Entre junio de 1993 y junio de 1994 el Ohio fue sometido a un repaso general en el Astillero Naval de Puget Sound, Bremerton, Washington, recibiendo extensivas mejoras a sus sistemas de sonar, control de fuego y de navegación. El Ohio reanudó sus patrullas de disuasión estratégica en enero de 1995 como parte del Escuadrón de Submarinos Decimoséptimo, Noveno Grupo de Submarinos, Fuerza de Submarinos del Pacífico.

## Conversión a SSGN
Los planes originales establecían que el Ohio tenía que ser retirado en el año 2002. Pero en vez, el Ohio y otras naves de la misma clase fueron modificados y permanecieron en servicio como submarinos lanzamisiles convencionales (SSGN), para los detalles ver la discusión en el artículo sobre la clase Ohio. En noviembre de 2003, el Ohio entró a dique seco, comenzando una recarga de combustible y repaso general de conversión. Electric Boat anunció el 9 de enero de 2006 que la conversión había sido completada. El Ohio se volvió a unir a la flota el 7 de febrero de 2006. Los submarinos lanzamisiles balísticos de la clase Ohio emplean a dos tripulaciones, la Azul y la Dorada, con el propósito de permitir una operación en alta mar continua, conocida como "presencia adelantada" en el vocabulario de la Armada de Estados Unidos. El 21 de enero de 2007, la tripulación dorada se dirigió desde la Base Naval de Kitsap hacia Hawái para realizar un intercambio de tripulación de despliegue adelantado, el primero de tales despliegues realizado en 20 años.
El Ohio zarpó para su primera misión el 15 de octubre de 2007.

## Otros
En noviembre del 2011, la teniente Britta Christianson se convirtió en la primera mujer, como oficial (de abastecimiento), en calificar para servir a bordo de un submarino de Estados Unidos, siendo asignada a la tripulación dorada del Ohio.

## Galardones
El Ohio (tripulación Azul) obtuvo el primer lugar de cocina a bordo de la flota del Pacífico, del año 2001, ganando el premio En Memoria del Capitán de la Armada Edward F. Ney y el premio En Memoria del Mayor General William P. T. Hill del Cuerpo de Marines de los Estados Unidos por servicio sobresaliente en comida en la Armada y el Cuerpo Cuerpo de Marines.